# Gloria Izaguirre
Gloria Izaguirre (Ciudad de México, 15 de agosto de 1966) es una primera actriz mexicana.

## Filmografía
- ¡Aquí espantan! (1993)....Usmaila

### Televisión
- Vencer el pasado (2021) .... Doña Minerva
- Médicos, línea de vida (2019) .... Raquel
- Mi lista de exes  (2018).... Adivina
- Papá a toda madre (2018) .... Adelina
- El color de la pasión (2014) .... Teresa "Tere"
- Estrella2 (2013) .... Varios Personajes
- Cachito de cielo (2012) .... Bernarda
- Labios rojos (2012)
- Una familia con suerte (2011) .... Yesenia
- Mujeres asesinas (2010) .... Participación especial
- Niña de mi corazón (2010) .... Participación especial
- Atrévete a soñar (2009-2010) .... Doña Petra
- Adictos (2009) .... Federica
- Lola, érase una vez (2007) .... Macrina Vicenta Torres
- La fea más bella (2006-2007) .... Juana "Juanita" Valdés "La Pingüina"
- Bajo el mismo techo (2005)  .... Profesora
- Sueños y caramelos (2005) .... Miroslava
- El juego de la vida (2001-2002) .... Profesora Maura
- Diversión desconocida (1998-1999) .... Varios personajes
- Rencor apasionado (1998) .... Cholita
- Mujer, casos de la vida real (1997/2007)
- Sentimientos ajenos (1996) .... Samantha "Samy"
- María la del Barrio (1995) .... Marcela
- Valentina (1993) .... Rosa "Rosita"
- Carrusel de las Américas (1992)
- Muchachitas (1991) .... Laura
- Cadenas de amargura (1991) .... Carmelita Ríos
- Alcanzar una estrella (1990) .... Pilar "Pilita"
- Papá soltero (1989) .... Carmelita (episodio "Propósitos de año nuevo")
- Dulce desafío (1988) .... Irene
- Cicatrices del alma (1986) .... Corina
- Chiquilladas (1985) .... Laura
- Cachún cachún ra ra! (1985-1987) .... Reven